# Brandmoos
Koordinaten: 49° 1′ 56″ N, 12° 31′ 10″ O

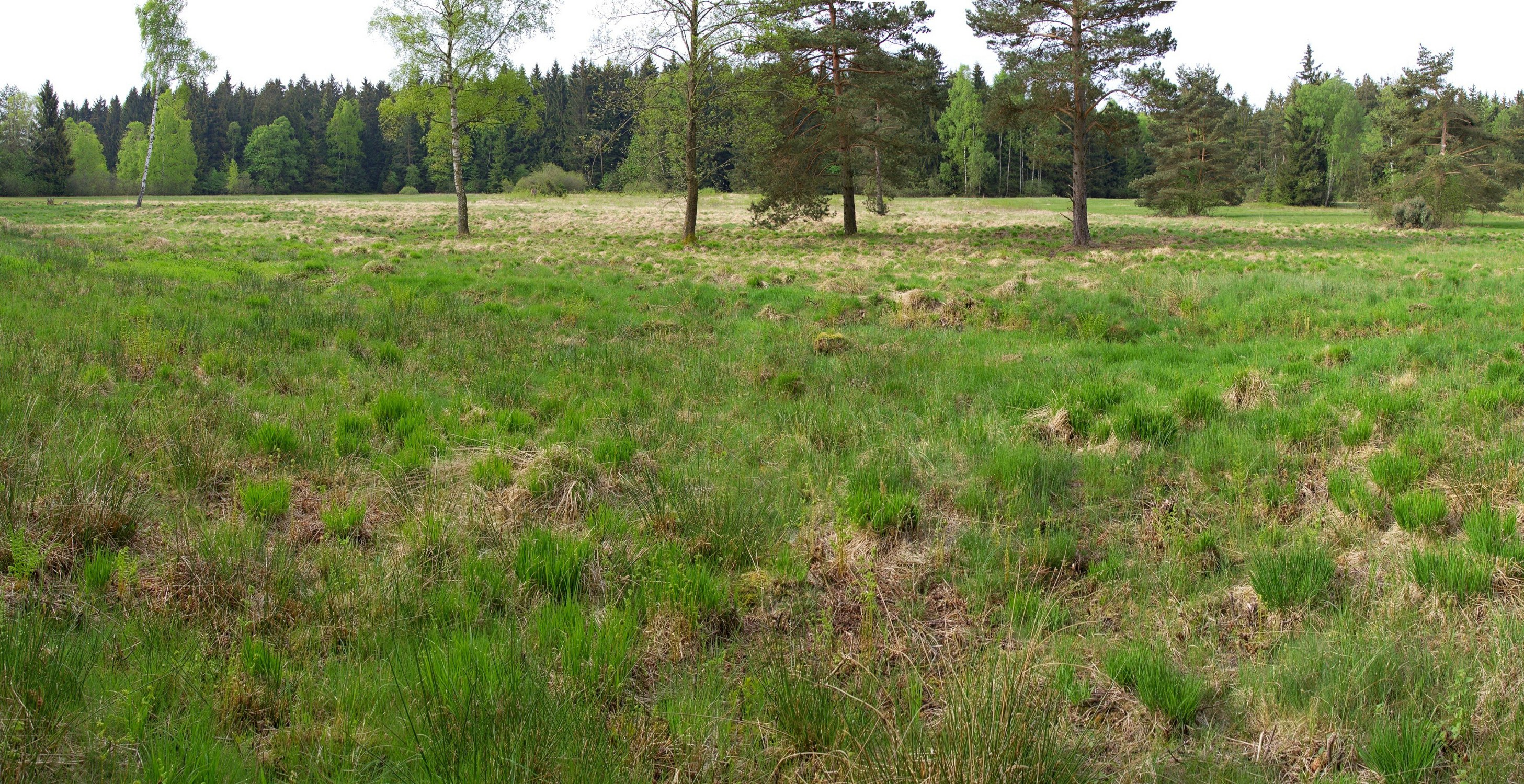
Brandmoos

Das Brandmoos ist ein Naturschutzgebiet westlich der Gemeinde Wiesenfelden im Naturpark Bayerischer Wald im niederbayerischen Landkreis Straubing-Bogen.
In dem 37,8 ha großen Niedermoor, das seit 1980 als Naturschutzgebiet ausgewiesen ist, finden sich neben Wollgräsern eine Reihe von botanischen Kostbarkeiten, wie der Sonnentau, das Sumpfveilchen, das Blutauge, der Siebenstern, das Sumpfherzblatt, der Fieberklee und an den trockenen Rändern die Arnika.